# Réchabites

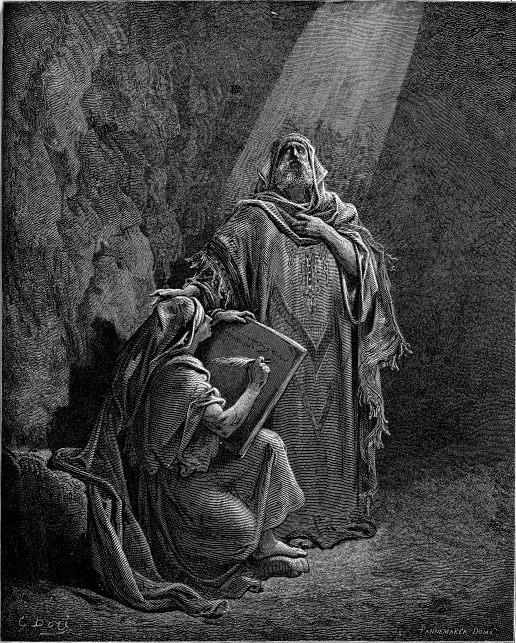
Le prophète Jérémie faisant l'éloge du mode de vie des réchabites. Son livre contient la plupart des informations connues sur ce clan israélite.

Les réchabites sont, selon la Bible, un clan fondé par Jonadab (ou Jehonadab) fils de Réchab sous le règne du roi d’Israël Jéhu.

## Dans les textes bibliques

### Dans le Tanak
Ils appartenaient aux Kénites, qui accompagnèrent les Enfants d'Israël en terre d'Israël, et se fixèrent parmi eux. 
Moïse épousa une Kénite, et Yaël fut la femme de « Heber le Kénite ». 
Saül montra également de la bienveillance envers les Kénites. 
La plupart des Kénites habitaient les villes, et adoptèrent des modes de vie sédentaires, mais Jonadab interdit à ses descendants de boire du vin ou de vivre en ville, en leur commandant de rester toujours nomades. Ils suivirent les prescriptions de Jonadab, et, du temps de Jérémie, ils étaient réputés pour leur fidélité à leurs coutumes familiales. 
La Bible leur fait également d'autres références.

### Dans le contexte du Nouveau Testament
Dans son ouvrage Jacques le Juste, frère de Jésus, dans la section traitant de condamnation à mort de Jacques, Claude Simon Mimouni - qui explore ici la possible appartenance de Jacques à la classe sacerdotale du temple de Jérusalem, et donc de la famille de Jésus - souligne que : « Au sujet de l'intervention d'un prêtre "des fils de Réchab, fils des Réchabites, auxquels Jérémie le prophète a rendu témoignage", en faveur de Jacques, qui est propre à Hégésippe (Eusèbe de Césarée, Histoire ecclésiastique II, 23, 17), remarquons seulement que ce détail ne peut provenir que d'une source judéo-chrétienne qui est encore proche des événements relatés. », De sorte que Claude Simon Mimouni formule l’hypothèse d'une « possible appartenance de Jacques aux Réchabites, du moins d'après le témoignage d'Hégésippe qui toutefois ne le dit pas clairement, pourrait être un indice de cette appartenance sacerdotale, car ce groupe aux anciens préceptes ascétiques a toujours été composé essentiellement de prêtres. L'action de Jésus contre le temple n'est pas étrangère non plus à une possible appartenance de toute la famille aux Réchabites qui ont toujours été très critiques à l'égard du sanctuaire, de ses sacrifices et de son sacerdoce - ce sont les traditionalistes de l'époque, prônant la fidélité aux traditions ancestrales et refusant la culture urbaine pour une vie ascétique (Jr 35, 1-19). »

## Après la Bible
Le missionnaire anglican Joseph Wolff découvrit en 1836, en Arabie, près de la Mecque, une tribu se disant descendant de Jonadab, « qui ne boivent pas de vin, ne plantent pas de vigne, ne sèment pas de semence, vivent sous des tentes et font mémoire du bon vieux Jonadab fils de Réchab ».
Plus récemment fut découverte près de la Mer Morte une autre tribu bédouine professant la même ascendance.
Une tradition, dont Jacques d'Édesse se fait l'écho, raconte comment un certain moine Zozime, désireux de savoir ce qu'étaient devenus les descendants de Réchab, se trouva conduit jusqu'à leur île et y demeura en leur compagnie durant sept jours découvrant un peuple pieux, vivant nu et dans une grande innocence, recevant sa nourriture sans effort de certains arbres, et n'ayant plus eu de contact avec le « monde de vanité » depuis leur arrivée sur l'île. Toutefois, étant régulièrement visités par des anges, ils étaient devenus chrétiens.  Au XIIIe siècle, Bar-Hebraeus, dans son traité La forme du Ciel et de la Terre identifie cette île avec les îles Fortunées écrivant : « Les îles fortunées sont au nombre de sept grandes, situes en latitudes depuis l'équateur jusqu'au troisième climat. On raconte que leurs habitants étaient plongés dans l’idolâtrie, quand un saint vint près d'eux et leur annonça la parole de l'Evangile ; ils crurent et furent baptisés. D'autres disent que ce sont les fils de Réchab dont il est question dans le prophète Jérémie et qu'ils suivent la loi de Moïse. »
Le terme de Réchabites désigne également une secte religieuse, similaire à beaucoup d'égards aux Nazarites, et qui sont mentionnés par Eusèbe de Césarée. 
Plus récemment, le nom a été utilisé par des groupes de chrétiens promouvant une abstinence totale d'alcool, tel que l'Ordre indépendant des Réchabites.